# هسبانيا بايتيكا
هسبانيا بايتيكا، التي غالباً ما تُختصر Baetica وهي ما أصبحت فيما بعد في عهد الأندلس بَاطِقَة واحدة من ثلاث مقاطعات رومانية في هسبانيا ( شبه الجزيرة الإيبيرية). يحدها من الغرب لوسيتانيا، ومن الشمال الشرقي هسبانيا تاراكونيس. ظلت بايتيكيا واحدة من التقسيمات الأساسية في هسبانيا تحت القوط الغربيين حتى 711. كانت بيتيكا جزءًا من الأندلس تحت حكم المغاربة في القرن الثامن تقريبًا وتتوافق مع الأندلس الحديثة.

## اسم
في اللاتينية، Baetica هو شكل صفة من Baetis ، الاسم الروماني لنهر الوادي الكبير، الذي شكل واديه الخصيب أحد أهم أجزاء المقاطعة.

### اقتباسات
1. ↑   https://www.youtube.com/watch?v=eJo_ldKuNuI&t=134. اطلع عليه بتاريخ 2022-05-15. {{استشهاد ويب}}: |url= بحاجة لعنوان (مساعدة) والوسيط |title= غير موجود أو فارغ (من ويكي بيانات) (مساعدة)
2. ↑  GeoNames (بالإنجليزية), 2005, QID:Q830106
3. ↑  محمد عبد الله عنان، دولة الإسلام في الأندلس، ج. 1، ص. 132، QID:Q20418218
4. ↑  "معلومات عن هسبانيا بايتيكا على موقع pleiades.stoa.org". pleiades.stoa.org. مؤرشف من الأصل في 2019-11-12.
5. ↑  "معلومات عن هسبانيا بايتيكا على موقع britannica.com". britannica.com. مؤرشف من الأصل في 2016-03-04.
6. ↑  "معلومات عن هسبانيا بايتيكا على موقع babelnet.org". babelnet.org. مؤرشف من الأصل في 2020-04-14.